# Per Niclas Dahlgren
Per Niclas Dahlgren, född 31 juli 1797 i Sankt Lars socken, död 5 juli 1875 i Ekebyborna socken, var en svensk präst i Ekebyborna församling och kontraktsprost i Aska kontrakt. 

## Biografi
Per Niclas Dahlgren föddes 31 juli 1797 på Tannefors i Sankt Lars socken. Han var son till mjölnaren Gustaf Dahlgren och Brita Christina Rygren. Dahlgren studerade i Linköping och blev 2 oktober 1816 student vid Uppsala universitet, Uppsala. Han prästvigdes 26 november 1820 och blev 3 juni 1828 domkyrkosyssloman i Linköpings församling, tillträde direkt. Dahlgren tog 20 april 1844 pastoralexamen och blev 10 mars 1851 kyrkoherde i Ekebyborna församling, Ekebyborna pastorat, tillträde 1853. Han blev 20 september 1854 kontraktsprost i Aska kontrakt och begärde avsked från tjänsten som kontraktsprost 1 maj 1875. Dahlgren avled 5 juli 1875 i Ekebyborna socken.
Dahlgren av mellan 1828 och 1853 arkivarie och skattmästare vid Linköpings stifts bibelsällskap. Mellan 1835 och 1853 var han förvaltare vid Linköpings gymnasiums byggnadskassa. Dahlgren blev 1873 ledamot av Vasaorden.

### Familj
Dahlgren gifte sig första gången 10 september 1832 med Charlotta Lovisa Borin (1806–1851). Hon var dotter till handlanden Johan Peter Borin och Beata Margareta Kuylenstierna i Norrköping. De fick tillsammans barnen Johan Oscar Emil (1833–1858) och Otto Wilhelm (1837–1912).
Dahlgren gifte sig andra gången 28 maj 1853 med Jenny Lydia Werner (1831–1874). Hon var dotter till regementsläkaren Henric Wilhelm Ludvig Werner och Ida Elisabeth Gradman. De fick tillsammans dottern Ida Charlotta (född 1857).